# Octobre 1773

## Événements
- 8 octobre - 5 mars 1774 : Diderot séjourne cinq mois à Saint-Pétersbourg à l’invitation de Catherine II de Russie[1]. Il rédige à sa demande un projet pour l’organisation de l’enseignement en Russie.

- 13 octobre : l'astronome français Charles Messier découvre le couple de galaxies M51, en interaction.

- 14 octobre : création par la Diète de la Commission de l'Éducation nationale(Komisja Edukacji Narodowej), le premier ministère de l’Instruction publique en Pologne (le premier en Europe). Les biens de l’ordre des jésuites, supprimé par Clément XIV, sont transférés à la commission, qui prend en charge quatre-vingt gymnases et les universités de Cracovie et de Vilno[2]. Stanislas Poniatowski et la commission travaillent à remettre sur pied les collèges et les universités affaiblies par le départ des jésuites. L’esprit des Lumières apparaît dans les programmes. Une école moyenne est instituée par départements, soit 74 écoles pour 17 000 élèves. On y enseigne le polonais, le latin, les mathématiques et l’histoire de la Pologne. Parmi les élèves se trouvent de nombreux roturiers. Dans les campagnes la commission encourage la création d’écoles rurales autour du curé. Une presse politique se développe en liaison avec l’action de la commission de l’Éducation nationale.

- 15 octobre - 20 novembre : Pougatchev assiège Orenbourg[3]. Les Cosaques de l’Oural, les serfs et les ouvriers de Bachkirie, Mordovie, Oudmourtie, de Touva, les Tatars et les Mariis se rallient. Catherine II de Russie charge Bibikov (dictateur de l’Est) de réprimer le soulèvement.

- 21 octobre : échec des Russes devant Varna[4].

## Naissances
- 6 octobre : Louis-Philippe Ier, futur roi des français († 1850).

## Décès
- 21 octobre : Jacques Chapelle (né en 1721), chimiste, céramiste et faïencier français.